# تسمم بمركبات الفوسفور العضوية
التسمم بمركبات الفوسفور العضوية (بالإنجليزية: Organophosphate poisoning)‏ هو تسمم بسبب الفوسفات العضوي، والذي يُستخدم كمبيد حشري ودواء وغاز أعصاب. تشمل أعراض التسمم بمركبات الفوسفور العضوية زيادة إنتاج اللعاب والدموع، والإسهال، والتقيؤ، وتقبض الحدقة، والتعرق، ورعش بالعضلات، والارتباك. وفي حين أن ظهور هذه الأعراض غالباً ما يكون في غضون دقائق إلى ساعات من وقت حدوث التسمم، إلا أن بعض الأعراض قد يستغرق أسابيع لظهوره. ويمكن أن تستمر الأعراض من أيام إلى أسابيع.
يحدث التسمم بالفوسفات العضوي بشكل شائع كمحاولة انتحار في المناطق الزراعية في العالم النامي، أو بشكل أقل شيوعا عن طريق الصدفة. ويمكن أن يحدث التسمم من خلال شرب المركبات أو تنفس أبخرتها أو تعرضها للجلد. تتضمن الآلية الأساسية في تسمم مركبات الفوسفور العضوية تثبيط إنزيم أستيل كولين إستراز، مما يؤدي إلى تراكم الأستيل كولين في الجسم. ويعتمد تشخيص التسمم عادة على أعراض التسمم، ويمكن تأكيده عن طريق قياس نشاط إنزيم بوتريل كولين استراز في الدم. كما يؤدي التسمم بالكاربامات لأعراض مشابهة.
تشمل وسائل الحماية من التسمم كل من حظر الأنواع السامة جدًا من مركبات الفوسفور العضوي، واستخدام ملابس وقائية لأولئك الذين يتعاملون مع هذه المبيدات، وكذلك الاستحمام وغسل الجلد بعد التعرض قبل الذهاب إلى المنزل. 
يشمل العلاج الأولي لتسمم مركبات الفسفور العضوي الأتروبين، والأكسيم مثل البراليدوكسيم، والديازيبام. كما يُنصح باتخاذ تدابير عامة مثل الأكسجين والسوائل الوريدية. وقد تبين أن محاولات تطهير المعدة بالفحم المنشط أو بالوسائل الأخرى هي إجراءات عديمة الجدوى. وعلى الرغم من وجود خطر نظري على العاملين في مجال الرعاية الصحية الذين يعتنون بحالات التسمم، إلا أن درجة هذا الخطر تبدو صغيرة للغاية.
مركبات الفوسفور العضوية هي واحدة من أكثر أسباب التسمم شيوعا في جميع أنحاء العالم. وهناك ما يقرب من 3 ملايين حالة تسميم سنوياً، بما يؤدى إلى وفاة مائتي ألف شخص من أثر التسمم. كما أن حوالي 15 ٪ من الأشخاص المصابين بالتسمم يموتون نتيجة لذلك. ويرجع الإبلاغ عن تسمم بالفوسفور العضوي منذ عام 1962 على الأقل.

## العلامات والأعراض
تشمل أعراض التسمم بالفوسفور العضوي كل من ضعف العضلات، والتعب، وتشنجات العضلات، وارتجاف العضلات، والشلل. كما تشمل الأعراض الأخرى ارتفاع ضغط الدم ونقص السكر في الدم.
يتسبب الإفراط في إثارة (تحفيز) مستقبلات الأستيل كولين النيكوتينية في الجهاز العصبي المركزي، والناتج عن تراكم الأستيل كولين، إلى أعراض مثل القلق، والصداع، والتشنجات، والترنح، وتثبيط التنفس والدورة الدموية، والرعشة، والضعف العام، وربما الغيبوبة. كما يتسبب الإفراط في إثارة مستقبلات الأستيل كولين المسكارينية، بسبب تراكم الأستيل كولين، إلى أعراض اضطرابات البصر، وضيق في الصدر، وأزيز في الصدر بسبب ضيق الشعب الهوائية، وزيادة إفرازات الشعب الهوائية، وزيادة إفراز اللعاب، الدمع، التعرق، وحدوث إسهال وتبول.
تعتمد بداية الأعراض وشدتها، سواء كانت حادة أو مزمنة، على نوع المادة الكيميائية، وطريقة التسمم (الجلد، الرئتين، أو الجهاز الهضمي)، والجرعة، وقدرة الأفراد على تحليل المركب.

### التأثيرات التناسلية
تم ربط بعض التأثيرات التناسلية في الخصوبة والنمو والنضج لكل من الذكور والإناث بالتعرض لمبيدات الفوسفور العضوي على وجه التحديد. وأجريت معظم البحوث حول التأثيرات التناسلية على المزارعين العاملين مع المبيدات الحشرية والزراعية في المناطق الريفية. وبالنسبة لأولئك الذكور الذين تعرضوا لمبيدات الفوسفور العضوي، وُجد أن السائل المنوي لديهم سيئ، بجانب انخفاض جودة نوعية الحيوانات المنوية، بما في ذلك انخفاض حجم السائل ونسبة حركة الحيونات المنوية، فضلا عن انخفاض عدد الحيوانات المنوية أثناء القذف. في الإناث تسبب التعرض لمركبات الفوسفور العضوي في اضطرابات الدورة الشهرية، الحمل المتأخر، الإجهاض التلقائي، حالات الإملاص، وبعض الآثار التطورية في النسل. كما ارتبط التعرض لهذه المركبات في وقت ما قبل الولادة بنقص نمو الجنين وتطوره. ويجري حاليا بحث آثار التعرض لمركبات الفوسفور العضوية على الرضع والأطفال في الوقت الحاضر للتوصل إلى نتيجة قاطعة. وتربط الأدلة بين تعرض الأمهات الحوامل لمركبات الفوسفور العضوي وين العديد من الآثار الصحية في الجنين. بعض هذه الآثار تشمل تأخر النمو العقلي، اضطرابات نمائية شاملة، التشوهات المورفولوجية (الشكلية) في السطح الدماغي.

### التأثيرات السمية على الأعصاب
لمركبات الفوسوفور العضوي تأثيرات سمية على الأعصاب مما يسبب في أربعة آثار عصبية سمية في البشر: المتلازمة الكولينية، المتلازمة المتوسطة، اعتلال الأعصاب المتأخر الناجم عن الفوسفات العضوي، والاضطراب العصبي النفسي المزمن المستحث بالفوسفات العضوي. وتحدث هذه المتلازمات بعد التعرض الحاد والمزمن لمبيدات مركبات الفوسفور العضوي.
تحدث المتلازمة الكولينية في حالات التسمم الحاد بمبيدات مركبات الفوسفور العضوية، وترتبط مباشرة بمستويات نشاط الأستيل كولين. تشمل الأعراض تقبض الحدقة، والتعرق، والدموع، وأعراض الجهاز الهضمي، وصعوبات التنفس، وضيق التنفس، وتباطؤ معدل ضربات القلب، والزرقة، والتقيؤ، والإسهال، ومشاكل النوم، وغيرها من الأعراض الأخرى. بجانب هذه الآثار المركزية يمكن أن تحدث نوبات، تشنجات، وغيبوبة، وفشل الجهاز التنفسي. إذا نجا الشخص في اليوم الأول من التسمم، يمكن أن يحدث تغيرات في الشخصية، أحداث عدوانية، نوبات ذهانية، اضطرابات وعجز في الذاكرة والانتباه، بالإضافة إلى تأثيرات أخرى لاحقة. أما عن حدوث الوفاة بسبب التسمم فيكون السبب الأكثر شيوعًا هو فشل الجهاز التنفسي نتيجة الجمع بين التأثيرات المركزية والطرفية، التي تشمل شلل عضلات الجهاز التنفسي وتثبيط مركز التنفس في الدماغ. وبالنسبة للأشخاص المصابين بهذه المتلازمة، يستخدم الأتروبين سلفات جنبا إلى جنب مع الأكسيم لمكافحة الآثار المترتبة على التسمم الحاد. في بعض الأحيان يتم إعطاء الديازيبام أيضًا مع الأتروبين والأوكسيمات. 
تظهر المتلازمة المتوسطة في الفترة الفاصلة بين نهاية الأزمة الكولينية وبداية اعتلال الأعصاب المتأخر الناجم عن الفوسفات العضوي. تظهر الأعراض المرتبطة بالمتلازمة المتوسطة خلال 24-96 ساعة بعد التعرض. ولا يُفهم بوضوح المسببات الدقيقة ومعدل حدوث الإصابة وعوامل الخطر المرتبطة بـالمتلازمة المتوسطة، ولكنها تُعرف على أنها اضطراب في الموصلات العصبية العضلية. تحدث المتلازمة المتوسطة عندما يكون لدى الشخص تثبيط طويل وشديد لإننزيم الكولين استراز وقد تم ربطه بمبيدات فوسفور عضوي محددة مثل ميثيل باراثيون (بالإنجليزية: methylparathion)‏ والباراثيون، ويعاني المرضي في المتلازمة المتوسطة من ضعف متزايد من الوجه، وعضلات الرقبة والعضلات التنفسية.
يحدث اعتلال الأعصاب المتأخر الناجم عن الفوسفات العضوي في نسبة صغيرة من الحالات، بعد أسبوعين تقريبًا من التعرض، حيث يحدث شلل مؤقت. وتُمثل هذه الخسارة الوظيفية بجانب ترنح الأعصاب الطرفية والحبل الشوكي ظاهرة اعتلال الأعصاب المتأخر الناجم عن الفوسفات العضوي. وتبدأ الأعراض بحدوث آلام في الساقين، وتستمر الأعراض بالتدهور لمدة 3 إلى 6 أشهر، وفي الحالات الشديدة لوحظ وجود شلل رباعي. يؤثر العلاج فقط على الأعصاب الحسية، وليس العصبونات الحركية التي قد تفقد وظيفتها بشكل دائم، الأمر الذي يتضمن شيخوخة وفسفرة لأكثر من 70٪ من الإنزيم الوظيفي استراز مستهدف الإعتلال العصبي في الأعصاب الطرفية. وتٌعتبر العلاجات القياسية لتسمم مركبات الفوسفور العضوي غير فعالة في حالة اعتلال الأعصاب المتأخر الناجم عن الفوسفات العضوي.
يحدث الاضطراب العصبي النفسي المزمن المستحث بالفوسفات العضوي دون أعراض كولينية ولا يعتمد على تثبيط الكولين استراز، كما أنه يظهر متأخرا ويدوم طويلا. تشمل الأعراض المصاحبة الاضطراب العصبي النفسي المزمن المستحث بالفوسفات العضوي العجز المعرفي وتغير المزاج والاختلال الذاتي والاعتلال العصبي المحيطي وأعراض خارج السبيل الهرمي. لم يتم تحديد الآليات الأساسية للاضطراب العصبي النفسي المزمن المستحث بالفوسفات العضوي، ولكن يُفترض أن انسحاب مبيدات مركبات الفوسفور العضوي بعد التعرض المزمن أو التعرض الحاد يمكن أن يكون عاملاً.

### الحمل
ربطت الأدلة بين التعرض لمبيدات مركبات الفوسفور العضوية خلال فترة الحمل والفترة المبكرة ما بعد الولادة وبين الآثار العصبية التطورية في الحيوانات، وخاصة الفئران. وأظهرت الحيوانات التي تعرضت إلى الكلوربيريفوس في الرحم انخفاض التوازن، وتفادي الجرف، وانخفاض الحركة، والتأخير في أداء المتاهة، وزيادة تشوهات المشي. ويعتقد أن الحمل المبكر يمثل فترة زمنية حرجة بالنسبة للتأثيرات العصبية التطورية للمبيدات. كما تُؤثر مركبات الفوسفور العضوية على النظام الكوليني للأجنة، لذا فإن التعرض للكلوربيريفوس خلال الفترات الحرجة لتطور الدماغ قد يتسبب في تشوهات خلوية ومشبكية عصبية وسلوكية في الحيوانات.

### السرطان
وجدت الوكالة الدولية لأبحاث السرطان أن الفوسفور العضوي ربما يزيد من خطر الإصابة بالسرطان. وتم تصنيف رباعي كلورفينفوس والباراثيون على أنه «محتمل كونه مادة مسرطنة».

## الأسباب
يحدث التعرض لمبيدات مركبات الفوسفور العضوية عن طريق الاستنشاق والابتلاع والتلامس عن طريق الجلد. ونظرا لأن مبيدات مركبات الفوسفور العضوية تتفكك بسرعة في الهواء والضوء، فقد اعتبرت آمنة نسبيا للمستهلكين. ومع ذلك فإن مركبات الفوسفور العضوية تبقى على الفاكهة والخضار. تم حظر استخدام بعض مبيدات مركبات الفوسفور العضوية في بعض المحاصيل، على سبيل المثال تم حظر استخدام ميثيل الباراثيون على بعض المحاصيل في حين سُمح باستخدامه في محاصيل أخرى. قامت مجموعة العمل البيئي بوضع قوائم للمستهلكين المعنيين، وتحديد المحاصيل التي تحتوي على أعلى كميات متبقية من مبيدات الآفات وأدناها. ويتم تحديث قائمة محاصيل «الدستة القذرة» (بالإنجليزية: Dirty Dozen)‏ سنويا، وفي عام 2012 شملت القائمة التفاح والكرفس والفلفل الحلو، والخوخ، والفراولة، والدراق المستورد، والعنب، والسبانخ، والخس والخيار والعنب البري المحلي والبطاطس. أدرجت مجموعة العمل البيئي خمسة وأربعون فاكهة وخضارًا على أساس وجود بقايا المبيدات.

### أمثلة
- المبيدات الحشرية بما في ذلك الملاثيون، الباراثيون، الديازينون، الفينثيون، ديكلوروفوس، الكلوربيريفوس، الإيثيون، الترايكلورفون
- الغازات العصبية بما في ذلك سومان، سارينفي إكس، تابون
- بعض مبيدات الأعشاب بما في ذلك ترايبوفوس، ميرفوس وهي مواد كيميائية صناعية محتوية على الفوسفات.

يحدث التعرض لأي من الفوسفات العضوي المدرج أعلاه على أساس يومي من خلال الاستنشاق والامتصاص والابتلاع، والأكثر شيوعًا من خلال الطعام الذي تم معالجته بمبيدات أعشاب فوسفاتية عضوية أو مبيدات حشرية. كما يمكن أن يحدث التعرض لهذه المواد الكيميائية في المباني العامة والمدارس والمناطق السكنية وفي المناطق الزراعية. وقد تم ربط كل من الكلوربيريفوس والماثيون بالتأثيرات التناسلية، وبالآثار السمية العصبية، وتلف الكلى/الكبد، والعيوب الخلقية. كما تم ربط ديكلوروفوس بالتأثيرات التناسلية، السمية العصبية، تلف الكلى/الكبد ، بالإضافة إلى كونه مادة مسرطنة محتملة.

## الفسيولوجيا المرضية
تحدث الآثار الصحية المرتبطة بتسمم بالفوسفات العضوي بسبب زيادة الأستيل كولين الموجود في مختلف الأعصاب والمستقبلات في الجسم لأن، وهذه الزيادة ناتجة عن شلل انزيم كولين استراز المحلل للأستيل كولين. ويؤدي تراكم الأستيل كولين في الأعصاب الحركية إلى الاستثارة الزائدة لمستقبلات النيكوتين في الموصل العصبي العضلي. في حين أن تراكم الأستيل كولين في المشابك العصبية الخاصة الجهاز العصبي اللاإرادي يسبب استثارة مفرطة لمستقبلات المسكارين في الجهاز العصبي الجارسمبتاوي.
تٌثبط مركبات الفوسفات العضوية انزيم كولين استراز، عن طريق فسفرة بروتين الهيدروكسيل سيرين في هذا الانزيم، مما يتسبب في تعطله، ونظرا لأن هذا الانزيم له بالغ الأهمية في الوظائف العصبية، فإن الإيقاف (الحصر) الدائم لهذا الإنزيم يسبب تراكم أستيل، ما يؤدي إلى الاستثارة المفرطة للعضلات. وهذا بدوره يتسبب افي ضطرابات عبر المشابك الكولينية.
يُعتبر إنزيم باروكسوناز إنزيم رئيسي مشارك في مبيدات مركبات الفوسفور العضوي، وقد وجد أن له دور حاسم في تحديد حساسية الكائن الحي للتعرض لمؤكبات الفوسفور العضوي. ويمكن لهذا الانزيم أن يعطل بعض مركبات الفوسفور العضوي من خلال التحلل المائي. حيث يقوم بتحليل المستقلبات النشطة في العديد من مبيدات الفوسفوؤ العضوي مثل: كلوربيريفوس أكسون وديازوكسون، بالإضافة إلى غازات الأعصاب مثل سومان ويارين وفي إكس، حيث يحلل هذا الإنزيم المستقلبات وليس المركبات الأم. يؤدي وجود تعدد الأشكال لهذا الإنزيم إلى وجود مستويات مختلفة من كفائة إنزيم الاستراز التحفيزية، وهذا بدوره يشير إلى أن هناك أفراد قد يكونوا أكثر عرضة للتأثير السام لمركبات الفوسفور العضوية. حيث يوفر مستوى النشاط المحلل لإنزيم باروكسوناز في البلازما مزيدا من الحماية ضد مبيدات الفوسفور العضوي. وفي تجربة علمية كانت الجرذان المحقونة بالباروكسوناز المنقى من مصل الأرانب أكثر مقاومة للنشاط الكولينى الحاد مقارنة بفئران التحكم (التي لم يتم حقنها).
تشير التجارب على الحيوانات إلى أنه في حين يلعب باروكسوناز دورًا مهمًا في تنظيم سمية مركبات الفوسفور العضوي، فإن درجة الحماية المقدمة تعتمد على نوع المركب (مثل كلوربيريفوس أكسون أو ديازوكسون)، لاعتماد على الكفاءة التحفيزية التي من خلالها يمكن للإنزيم أن يحلل مركبات الفوسفور العضوي السامة.

## العلاج
الترياق الحالي للتسمم بمركبات الفوسفور العضوية يتكون من المعالجة المسبقة بالكارباميت لحماية كولينستريز من التثبيط من قبل مركبات مركبات الفوسفور العضوية (قبل التعرض لها) وعلاجات ما بعد التعرض بالعقاقير المضادة للأستيل كولين، والتي تعمل على مواجهة آثار زيادة الأستيل كولين وإعادة تنشيط كولين استراز. يمكن استخدام الأتروبين كترياق بالإضافة للبراليدوكسيم أو غيرها الأكسيمات. على الرغم من أن اثنين على الأقل من التحليلات التلوية أثبت أن استخدام «الأوكسيمات» أمر عديم الجدوى، أو ربما حتى ضار. 
يُعتبر الأتروبين مضاد مسكاريني، وبالتالي يمنع عمل الأسيتيل كولين، وهو الترياق الفعال في منع الأثار الفتاكة الناتجة عن التسمم بمركبات الفوسفور العضوية، لكن العلاج الحالي يفتقر إلى القدرة على منع تعطل ما بعد التعرض، أو عجز الأداء، أو التلفيات الدائمة في الدماغ. وفي حين ثبات فعالية الأتروبين، فقد شككت الخبرة السريرية في فعالية براليدوكسيم في علاج تسمم مركبات الفوسفور العضوية.
يجري تطوير كاسحات حيوية للانزيم كعلاج مسبق لاحتجاز مركبات الفوسفور العضوية شديدة السمية قبل أن تتمكن من الوصول إلى القيمة الفسيولوجية وبالتالي منع الآثار السامة من الحدوث.